# Felix Auer (Politiker)

Felix Auer (1985)

Felix Mathias Auer (* 16. September 1925 in Basel; † 31. Juli 2016 in Oberwil (BL)) war ein Schweizer Ökonom, Journalist und Politiker (FDP).

## Leben

Felix Auer (1971)

Nach dem Gymnasium in Basel und Schiers studierte er Bauingenieurwesen an der ETH Zürich (bis zum Vordiplom) und  Volkswirtschaftslehre an der Universität Basel. Er promovierte zum Dr. rer. pol. Von 1947 bis 1959 war Auer als freier Journalist tätig, bis 1969 als Sekretär der evangelisch-reformierten Kirche des Kantons Basel-Landschaft, dann bis 1991 bei der Ciba bzw. Ciba-Geigy, zuletzt als Vizedirektor im Stab Volkswirtschaft.

## Politik
Von 1971 bis 1975 war Auer im Landrat des Kantons Basel-Landschaft. Von 1976 bis 1980 präsidierte er die FDP Baselland. Von 1971 bis 1991 war er Mitglied des Nationalrats und nahm u. a. Einsitz in die Geschäftsprüfungs-, die Finanz- und die Petitionskommission. Auer gilt als «Drahtzieher» der Wahl Otto Stichs in den Bundesrat von 1983; daran erinnert, dass die Nacht vor den Bundesratswahlen seither als «Nacht der langen Messer» bezeichnet wird.
Von 1980 bis 1981 war er Mitglied der Schweizer Delegation in der Parlamentarischen Versammlung des Europarates. Zudem war er von 1986 bis 1989 präsidierte er die Schweizer Parlamentsdelegation bei der Europäischen Freihandelsassoziation (EFTA). Von 1993 bis 1995 war er Präsident der Unabhängigen Beschwerdeinstanz für Radio und Fernsehen (UBI).
Er starb Ende Juli 2016 im Alter von 90 Jahren.

## Werke
- Die kantonalen Steuern Basellands 1924 bis 1961. Diss. Basel 1963.
- Baselland nach der Reichtumssteuer. Basellandschaftliches Aktionskomitee zur Erhaltung der Steuerkraft des Kantons, Münchenstein 1973.
- Das Schlachtfeld von Thun oder Dichtung und Wahrheit bei Jean Ziegler. Gut, Stäfa 1997, ISBN 3-85717-111-1.